# Durmen
Durmen is een gehucht in de Belgische provincie in Oost-Vlaanderen. Het gehucht ligt in de gemeente Zele, twee kilometer ten noordoosten van het dorpscentrum, langs de weg naar Waasmunster en Hamme. Ten noorden van het gehucht stroomt de Durme. Anderhalve kilometer naar het noordoosten ligt Sint-Anna, een gehucht van Hamme en ruim een kilometer ten westen ligt het gehucht Hoek. Ten zuiden liggen de gehuchtje Langevelde en Mespelaar.

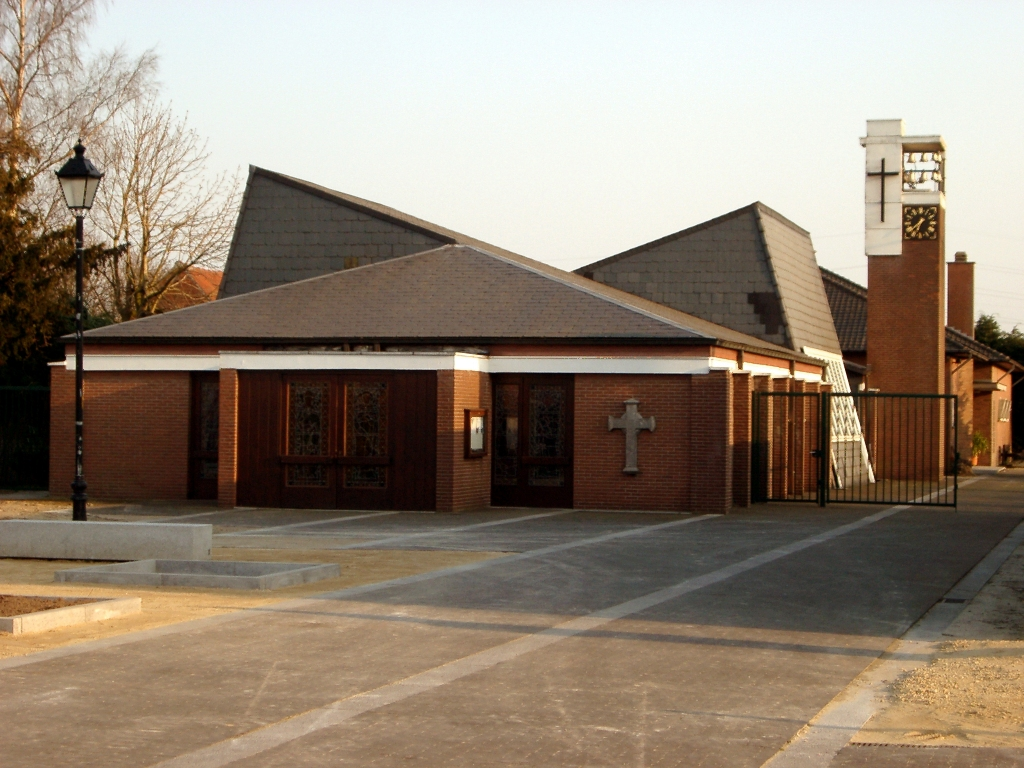
Heilig-Hartkerk

## Geschiedenis
De plaats werd genoemd naar de rivier de Durme, die een kilometer ten noorden stroomt. In een tienderegister van de abdij van Werden uit de 11de-12de eeuw werd de plaats al vermeld. De abdij was tot het eind van het ancien régime tiendheffer in Zele. De Ferrariskaart uit de jaren 1770 toont hier al een omvangrijk gehucht Durmen.
Rond 1856 werd door het gebied tussen Zele en Durmen de spoorlijn Lokeren-Dendermonde getrokken.
In de tweede helft van de 19de eeuw was hoogleraar kanunnik Adolphus Van der Moeren uit Durmen belangrijk voor de ontwikkeling van het gehucht. Hij richtte er in 1872 een bewaarschool en een lagere klas op. De school werd toevertrouwd aan de Zusters van Barmhartigheid van Ronse. Van der Moeren liet in 1888 ook een kerk optrekken in Durmen. Na inspanningen van Van der Moeren werd in 1896 Durmen een zelfstandige parochie. In 1898 kwam er ook een tweede lagere klas en in 1899 werd de kerk vergroot. Ook de pastorie en de begraafplaats kwamen er in die periode op initiatief van Van der Moeren.
In 1975 werd de Heilig Hartkerk gesloopt en een nieuwe, moderne kerk werd er opgetrokken en in 1976 ingewijd. De kerk werd eind 2006 opgesmukt met een kleine beiaard met 12 klokjes.
Op het eind van de 20ste eeuw werd het gebied tussen het centrum en Durmen van noord naar zuid ook doorsneden door een nieuwe weg van Lokeren naar Dendermonde, de Europalaan N47. Rond deze weg werd het voorheen landelijke gebied tussen Zele, Durmen en Langeveld volgebouwd als industrieterrein.

## Verkeer en vervoer
Ten westen van Durmen loopt in noord-zuidrichting de N47, de weg van Lokeren naar Dendermonde. Ten noorden van Durmen loopt de autosnelweg A14/E17, die een op- en afrit heeft aan de N47.

## Toerisme
Aan de kerk start de Durmeboorden Wandelroute, die in de loop van 2007 werd opengesteld. Deze wandelroute is 9 kilometer lang, en loopt onder andere langs de oevers van de Durme. Langsheen de route staan 26 reproducties van werken van kunstenaar André Bogaert, die in Durmen werd geboren.

## Nabijgelegen kernen
Zele, Sint-Anna
Gehuchten en wijken: Avermaat · Bos · Dijk · Dries · Durmen · Elst · Hansevelde · Heikant · Hoek · Huivelde · Kamershoek · Kouter · Langevelde · Meerskant · Mespelaar · Rinkhout · Stokstraat · Veldeken · Wezepoel · Zandberg

Belgische gemeenten · Arrondissement Dendermonde · Oost-Vlaanderen · Vlaanderen